# Castell de Cofrents
El Castell de Cofrents és una fortalesa construïda a 394 metres sobre el nivell del mar, la part més alta de la capital del municipi del mateix nom. S'alça a 95 metres, sobre la llera del riu Cabriol. Està construït en roca basàltica d'origen  volcànic, sobre una de les xemeneies del volcà del Turó d'Agràs. En l'emplaçament del castell s'han descobert restes de ceràmica d'època romana, ibèrica i de l'edat de bronze.
Segons consta en la Fitxa BIC’s (sic) de la Direcció General de Patrimoni Cultural de la Conselleria de Turisme, Cultura i Esport de la Generalitat Valenciana, va ser declarat Bé d'interès cultural, amb anotació ministerial número RI-51-0010687, de data 2001.09.12.

## Descripció
El castell es troba enfront de l'església, a l'extrem oest de la població. Presenta dos recintes molt diferenciats. L'inferior s'utilitzava com a recinte per al ramat o albacar. L'accés al recinte superior ho permetia una porta construïda amb carreus i arc de mig punt, accessible a través d'una rampa. A esquerra i dreta de la porta hi havia sengles torres semicirculars fetes de carreus petits llaurats amb tosquedat. Els materials emprats en la construcció de tot el castell són pedres, típiques de les construccions defensives per la seva duresa. Com a tècnica constructiva va usar la maçoneria.
La planta de la fortalesa és rectangular, d'uns vuit-cents per sis-cents metres. A més de les de l'accés hi ha quatre torres, dues al nord i dos al sud-oest. Les edificacions del castell es troben al centre de la fortificació, sobre un monticle. Es conserven quatre nivells de la Torre de l'Homenatge, la qual és de planta quadrada. Al primer nivell només es pot accedir des del nivell superior. Destaca en aquesta construcció una finestra amb arc gòtic, una mica apuntat, però amb una escotadura en la clau, pel que presenta un vèrtex cap amunt. També en aquesta torre es troba un rellotge, instal·lat al segle xix (la Direcció General de Patrimoni de la Generalitat Valenciana dona aquesta data mentre que altres fonts afirmen que és del segle xvi) i restaurat a inicis del segle xxi.
Al voltant del castell hi ha una muralla de la qual es conserva una alta torre barbacana, que havia de servir per protegir l'accés.

## Història
El lloc on es troba el Castell de Cofrents ja va tenir ocupació humana des d'antic, com queda de manifest per les restes de l'edat del bronze, ibers i romans trobats al mateix. El mateix lloc d'emplaçament, el Turó d'Agràs, domina les vegas dels rius Xúquer i  Cabriol, que conflueixen als seus peus i que han constituït importants terres de regadiu per a l'economia local.
La fortalesa sí que sembla remuntar-se al segle xii. Per les restes trobades al castell, en concret per certs elements arquitectònics i restes de construcció que segueixen la tècnica de la tàpia de terra, sembla que l'inici de la seva edificació seria entre 1147 i 1172, en època  islàmica.
El castell va ser modificat al llarg del temps per adaptar-se als diferents usos que se'n feia en cada moment. Inicialment va ser un castell-fortalesa d'importància considerable pel seu emplaçament a la ruta del  Xúquer, posteriorment en el límit en les corones de  Castella i  Aragó: reconquerit pels castellans, va passar al Regne de València en virtut del Tractat de Campillo (1281) entre  Alfonso X i  Pere III d'Aragó.
Va passar a ser un palau-residència durant els segles  XVI i  XVII. Més tard, al segle xviii, durant la  Guerra de Successió, es produeixen en ell altercats, ja que les tropes borbòniques de  Felip V van conquerir el castell als habitants de la zona, que eren  partidaris de l'arxiduc Carles. Però més tard també va patir atacs durant la Guerra d'Independència dels francesos i també li va passar una cosa semblant durant les Guerres Carlines, la qual cosa va fer que el seu estat fos degradant considerablement. A principis del segle XX el seu estat era ruïnós.